# Ahmed II
Ahmed II Khan Gazi (25 tháng 2 năm 1643 – 6 tháng 2 năm 1695) là vị sultan thứ 21 của Đế quốc Ottoman, trị vì từ ngày 22 tháng 7 năm 1691 tới khi qua đời.

## Tiểu sử
Ahmed II sinh ngày 25 tháng 2 năm 1643. Là con của Ibrahim I (1640-1648) và Hatice Muazzez Sultana. Thuở nhỏ, ông được nhiều nhà giáo nổi tiếng, do mẹ ông vời đến, dạy dỗ. Ông nói giỏi tiếng Ả Rập và tiếng Ba Tư. Ông có sức học thuộc hạng trung bình. Nhưng, ông rất thận trọng trong việc cai trị.

## Chiến tranh với các nước Tây Âu
Sultan Ahmed II lên ngôi trong khi viên cận thần Koprulu Mustafa Pasha là Đại Vizia tại nhiệm. Ông này là một nhà quân sự thiên tài. Pasha đánh bại quân Áo ở Beograd và vượt Sông Tuna để tấn công họ. Nhưng, ông bại trận tử vong trong trận Slankamen với liên quân Áo-Hung-Serb-Croat. Không những thế, Pasha còn đề xướng nhiều cải cách nhưng tiếc thay cái chết của ông khiến chúng cùng với ông nằm dưới ba tấc đất.
Sau đó, quân Ba Lan tấn công Kamanice - thủ phủ của Podolia vốn đã bị Đế quốc Ottoman chiếm năm 1672. Nhưng, quân Ottoman của Kahraman Pasha ở Kamanice đã đẩy lui được họ. Tiếp đó, quân Venezia tấn công nhiều thành của Ottoman nhưng bị đẩy lui. Thành Egriboz đẩy lui được quân Venezia, nhưng Thành Sakız thất thủ trước quân đội Venezia ngày 21 tháng 9 năm 1695.
Sultan Ahmed II là một người viết chữ rất đẹp và đã viết nhiều cuốn kinh Koran. Ông còn là một thi sĩ nổi danh. Ông qua đời trong căn bệnh xơ gan năm 1695. Ông được mai táng ở Istanbul.

## Gia đình
Ahmed II có hoàng hậu là Rabi'a Haseki Sultana.